# Derivada de la funció inversa
En matemàtiques, la inversa d'una funció {\displaystyle y=f(x)} és una funció que, d'alguna manera, "desfà" l'efecte de {\displaystyle f} (vegeu funció inversa per a una definició formal detallada). La inversa de {\displaystyle f} s'escriu {\displaystyle f^{-1}}. Les afirmacions y=f(x) i x=f -1(y) són equivalents.
Les seves dues derivades, suposant que existeixin, són cada una inversa, de l'altre tal com suggereix la notació de Leibniz; és a dir:
{\displaystyle {\frac {dx}{dy}}\,\cdot \,{\frac {dy}{dx}}=1.}
Això és una conseqüència directa de la regla de la cadena, com que
{\displaystyle {\frac {dx}{dy}}\,\cdot \,{\frac {dy}{dx}}={\frac {dx}{dx}}}
I la derivada de {\displaystyle x} respecte de {\displaystyle x} és 1.
Escrivint explícitament la dependència de y respecte de x i del punt al qual es calcula la derivada i emprant la notació de Lagrange. La fórmula de la derivada de la funció inversa esdevé 
{\displaystyle [f^{-1}]'(a)={\frac {1}{f'\left[f^{-1}(a)\right]}}.}
Geomètricament, les gràfiques d'una funció i de la seva funció derivada són reflexions, a la línia y=x. Aquesta operació de reflexió transforma el gradient de qualsevol línia en el seu recíproc.
Suposant que f té inversa en un etorn d'un punt x i que la seva derivada en aquest punt és diferent de zero, es pot assegurar que la seva inversa és derivable al punt y=f(x) i que té una derivada donada per la fórmula anterior.

## Demostració
Tenim una funció {\displaystyle \,f(x)} i la seva funció inversa {\displaystyle \,f^{-1}(x)}. Per tant, es compleix que

{\displaystyle \,f[f^{-1}(x)]=x}

Derivant a ambdós membres, i tenint en compte la regla de la cadena, obtenim

{\displaystyle f'[f^{-1}(x)]\cdot \left[f^{-1}\right]'(x)=1}

D'on finalment arribem a l'equació que volíem obtenir

{\displaystyle [f^{-1}]'(x)={\frac {1}{f'[f^{-1}(x)]}}={\frac {1}{f'(x)\circ f^{-1}(x)}}}

## Exemple
- {\displaystyle y=x^{2}} (per a valors positius de {\displaystyle x}) té com a inversa {\displaystyle x={\sqrt {y}}}.

{\displaystyle {\frac {dy}{dx}}=2x{\mbox{ }}{\mbox{ }}{\mbox{ }}{\mbox{ }};{\mbox{ }}{\mbox{ }}{\mbox{ }}{\mbox{ }}{\frac {dx}{dy}}={\frac {1}{2{\sqrt {y}}}}}
{\displaystyle {\frac {dy}{dx}}\,\cdot \,{\frac {dx}{dy}}=2x\cdot {\frac {1}{2{\sqrt {y}}}}={\frac {2x}{2x}}=1.}
Al punt x=0, hi ha un problema: la gràfica de la funció arrel quadrada esdevé vertical, corresponent-li una tangent horitzontal a la funció {\displaystyle x^{2}}.

## Propietats Addicionals
- Integrant aquesta relació s'obté

{\displaystyle {f^{-1}}(y)=\int {\frac {1}{f'(x)}}\,\cdot \,{dx}+c.}
Això només es útil si la integral existeix. En particular cal que {\displaystyle f'(x)} sigui diferent de zero al llarg del rang d'integració.
D'aquí es després que les funcions que tinguin derivada contínua tenen inversa a l'entorn de qualsevol punt on la derivada sigui diferent de zero. Això pot no ser veritat si la derivada no és contínua.

## Aplicacions
Aquesta expressió té aplicació en determinar la derivada de funcions de les que es coneix la derivada de la seva inversa.

### Derivada de la funció logaritme natural
Com que la funció logaritme natural és la inversa de la funció exponencial es té
{\displaystyle \ln '(x)={\frac {1}{e^{\ln(x)}}}}
{\displaystyle \ln '(x)={\frac {1}{x}}}

### Derivada de les inverses de les funcions trigonomètriques

#### Derivada delarcsinus
{\displaystyle \arcsin '(x)={\frac {1}{\sin '(\arcsin(x))}}}
{\displaystyle \arcsin '(x)={\frac {1}{\cos(\arcsin(x))}}}
Com que {\displaystyle \cos(x)={\sqrt {1-\sin ^{2}(x)}}}, substituint queda
{\displaystyle \arcsin '(x)={\frac {1}{\sqrt {1-\sin ^{2}(\arcsin(x))}}}}
{\displaystyle \arcsin '(x)={\frac {1}{\sqrt {1-x^{2}}}}}

#### Derivada delarccosinus
{\displaystyle \arccos {\prime }(x)={\frac {1}{\cos '(\arccos(x))}}}
{\displaystyle \arccos {\prime }(x)={\frac {1}{-\sin(\arccos(x))}}}
Tenint en compte que {\displaystyle \sin(x)={\sqrt {1-\cos ^{2}(x)}}}
{\displaystyle \arccos {\prime }(x)={\frac {-1}{\sqrt {1-\cos ^{2}(\arccos(x))}}}}
{\displaystyle \arccos {\prime }(x)={\frac {-1}{\sqrt {1-x^{2}}}}}

#### Derivada delarctangent
{\displaystyle \arctan '(x)={\frac {1}{\tan '(\arctan(x))}}}
Com que {\displaystyle \tan '(x)={\frac {1}{\cos ^{2}(x)}}} resulta
{\displaystyle \,\arctan '(x)=\cos ^{2}(\arctan(x))}
Però com que {\displaystyle \cos ^{2}(x)={\frac {1}{\tan ^{2}(x)+1}}} substituint
{\displaystyle \arctan '(x)={\frac {1}{\tan ^{2}(\arctan(x))+1}}}
{\displaystyle \arctan '(x)={\frac {1}{x^{2}+1}}}